# Carowinds
Koordinaten: 35° 6′ 13″ N, 80° 56′ 25″ W
Carowinds ist ein 160 Hektar großer Freizeitpark, der sich an der Interstate 77 in Charlotte, North Carolina befindet. Obwohl der Park seine offizielle Adresse in North Carolina hat, befindet er sich an der Staatsgrenze von North und South Carolina. Ein Teil des Parks befindet sich auch in Fort Mill, South Carolina. Der Park wurde am 31. März 1973 eröffnet und kostete 70 Millionen US-Dollar. Der Park wurde vier Jahre lang von dem Charlotte-Geschäftsmann Earl Patterson Hall geplant. Er war 1956 im Disneyland und träumte von da an, die beiden Staaten durch einen solchen Park näher zu bringen. Carowinds ist im Besitz der Cedar Fair Entertainment Company und wird von ihr betrieben. Außerdem gibt es einen 81.000 m² großen Wasserpark in Carolina Harbor, der im Eintrittspreis für den Park enthalten ist. Der Park hat ein Halloween-Event namens SCarowinds und ein Winter-Event namens WinterFest.

## Geschichte

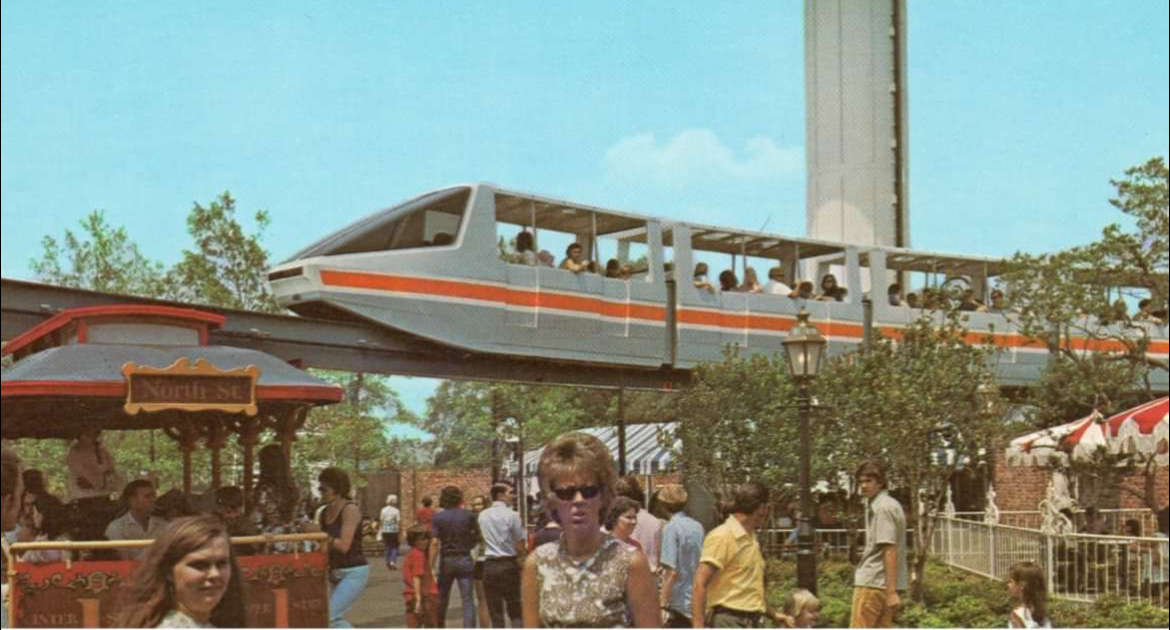
Carowinds im Jahr 1973.

### Gründung
Earl Patterson „Pat“ Hall, inspiriert durch einen Besuch in Disneyland in den späten 1950er Jahren, 1950er Jahren, plante ursprünglich ein 250-Millionen-Dollar-Resort, reduzierte dies jedoch auf den 70-Millionen-Dollar-Freizeitpark nach einem Treffen mit Investoren im Frühjahr 1969. Am 10. Oktober 1969 kündigte Hall Pläne für Carowinds an, mit einem Baubeginn am 1. Mai 1970 und einer geplanten Eröffnung im April 1972. Der Standort wurde gewählt, weil er an der Grenze zwischen North und South Carolina lag und von einem großen Einzugsgebiet mit etwa 10 Millionen Menschen innerhalb eines 200-Meilen-Radius umgeben war, was ihn ideal für einen regionalen Freizeitpark machte. Der 400 Hektar große Park wurde von der Carowinds Corporation gebaut, die von Hall und einer Gruppe von etwa 30 Charlotte-Geschäftsleuten gegründet wurde, darunter Johnny Harris, der das Land für den Park bereitstellte. Aufgrund von wetterbedingten Verzögerungen öffnete der Park jedoch erst am 31. März 1973, mit Kosten von 70 Millionen US-Dollar. Zur Eröffnung bot Carowinds 500 Arbeitsplätze und über 60 Attraktionen, darunter die Achterbahn Carolina Goldrusher – die erste Achterbahn des Parks und eine der ersten Minenachterbahnen weltweit –, die Monorail, die sich über die Staatsgrenze erstreckte, und die Sternwheeler, ein Raddampfer auf einem künstlichen See. Die erste Saison zog über 1,2 Millionen Besucher an, wurde jedoch durch die Ölkrise von 1973 beeinträchtigt, was zur Verschiebung der Resortpläne führte. Angesichts sinkender Besucherzahlen und steigender Schulden fusionierte die Carowinds Corporation, ein Konsortium lokaler Investoren unter der Leitung von Hall, Anfang 1975 mit Taft Broadcasting.

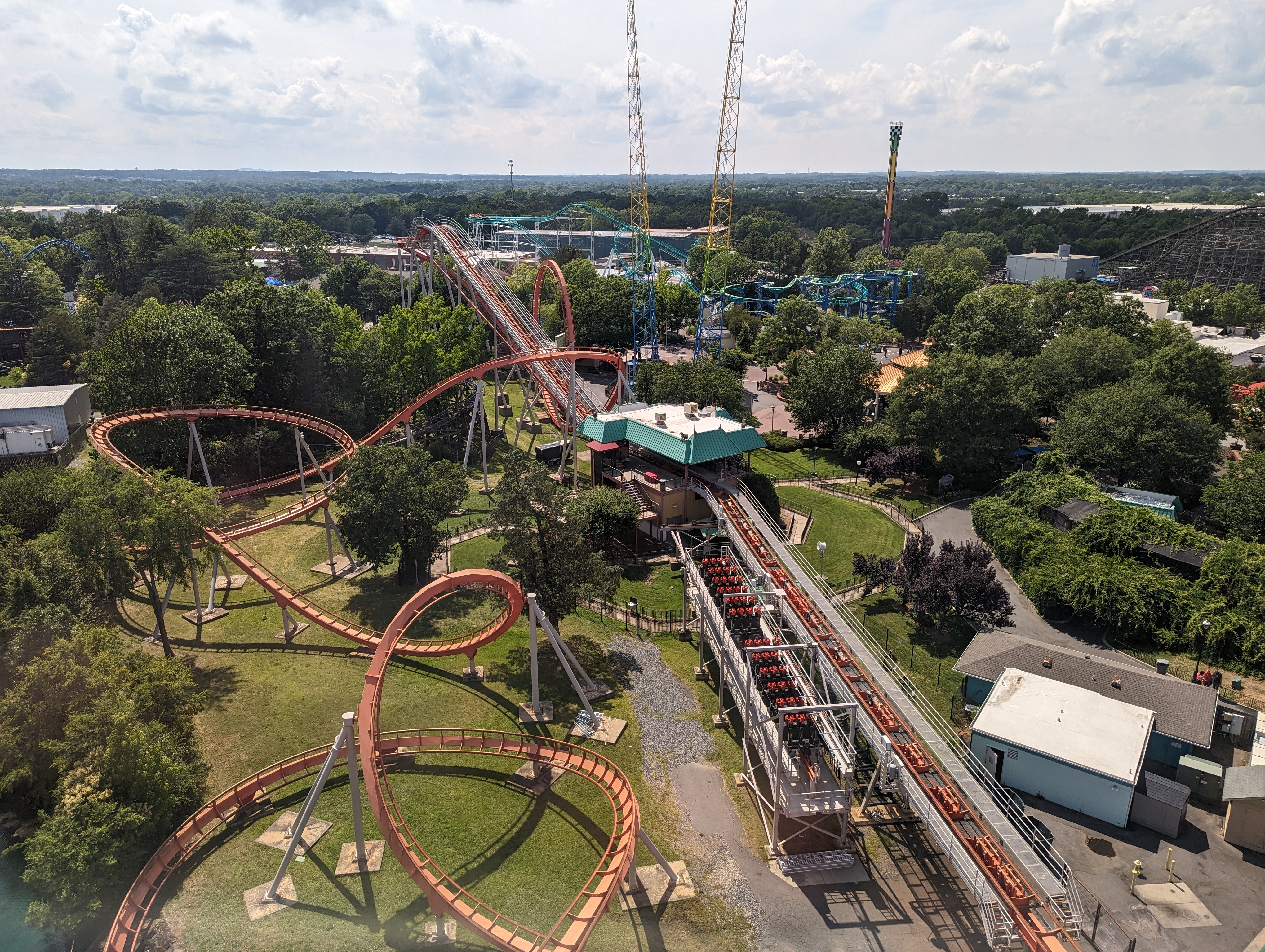
Vortex eröffnete im Jahr 1992.

### Taft Broadcasting und Kings Entertainment Company (1975–1992)
Unter Taft Broadcasting, das den Park durch Family Leisure Centers betrieb, einem Joint Venture zwischen Taft und Top Value Enterprises (im Besitz der Kroger-Supermarktkette), und später der Kings Entertainment Company (KECO), erlebte Carowinds mehrere Erweiterungen und neue Attraktionen. 1975 wurden Hanna-Barbera-Figuren und die Scooby-Doo-Achterbahn hinzugefügt**, ebenso wie die Flatrides Wagon Wheel und The Waltzer sowie ein kleiner Karussell im Bereich Carolina Crossroads**. 1976 öffnete Thunder Road, eine hölzerne Rennachterbahn von Philadelphia Toboggan Coasters, entworfen von Curtis D. Summers, für 1,6 Millionen US-Dollar. Die Züge wurden vom stillgelegten Jetstream in Chicagos Riverview Park übernommen. White Lightnin’, eine Schwarzkopf Shuttle-Achterbahn, kam 1977 hinzu. Der Witchdoctor wurde nach Pirate Island verlegt und in Black Widow umbenannt, während The Waltzer nach einem Jahr entfernt und durch Wagon Wheel ersetzt wurde. Trams wurden im Parkplatz eingeführt. 1979 führte eine 3-Millionen-Dollar-Erweiterung den County Fair-Bereich mit vier neuen Fahrgeschäften ein. Zusätzlich wurde ein 1923 gebautes antikes Karussell von Philadelphia Toboggan Company im Land of Hanna-Barbera hinzugefügt. Die Carolina Cyclone, die erste Achterbahn mit vier Inversionen, öffnete 1980. Thunder Road erhielt neue Züge von Philadelphia Toboggan Coasters, nachdem die ursprünglichen Themenzüge die Gleise beschädigt hatten. Rip Roarin’ Rapids, eine Wildwasserfahrt, öffnete 1982. Ocean Island, ein separat ticketierter Wasserpark mit einem 700.000-Gallonen-Wellenpool, wurde zwischen Thunder Road und White Lightnin’ eröffnet, gehörte jedoch nicht Carowinds. Der Oaken Bucket wurde entfernt, und das Heritage Theater wurde zu einem Arcade umgewandelt. 1984 öffnete Smurf Island auf einer 1,3 Hektar großen Insel, umgeben vom Carolina Sternwheeler. Flying Dutchman wurde entfernt, und das Paladium erweitert. Blackbeard’s Revenge, eine Arrow-Huss-Geisterschwingfahrt, kam 1985 hinzu. 1986 wurde County Fair renoviert und Frenzoid, ein 360-Grad-Vikingerschiff, hinzugefügt. 1987 kaufte Carowinds Ocean Island, Vintage Jalopies wurde entfernt, und das Panorama Vision Theater wurde zu einem Arcade. 1988 wurde White Lightnin’ wegen ständiger Wartungsprobleme entfernt, und Balloon Race sowie WhiteWater Falls, eine 45 Fuß hohe Wasserattraktion, wurden hinzugefügt. 1989 wurde Ocean Island in RipTide Reef umbenannt und auf über 6 Hektar erweitert, wobei Black Widow entfernt wurde. 1990 kam Gauntlet, ein Prototyp-Thrillride, hinzu. 1991 wurde das Paladium nach einer 4-Millionen-Dollar-Renovierung zu einer eigenständigen Konzertstätte mit 13.000 Plätzen. 1992 führte die Vortex-Stand-up-Achterbahn ein, als Kings Entertainment von Paramount Communications übernommen wurde.

### Paramount-Ära (1993–2006)
1992 erwarb Paramount Communications die Kings Entertainment Company im August, und der Park wurde 1993 in Paramount’s Carowinds umbenannt. Diese Ära brachte die Einführung von Paramount-Filmthemen und -Attraktionen, wie Days of Thunder und den Paramount Walk of Fame vom Haupteingang zum zentralen Hub, sowie den Wayne’s World-Bereich 1994 mit der Hurler-Achterbahn als zentralem Element eines dreieinhalb Hektar großen Themenbereichs. Weitere Ergänzungen waren der Skycoaster 1995 im Wayne’s World-Bereich, Drop Zone: Stunt Tower 1996 ebenfalls dort, wobei der Park 1,8 Millionen Besucher anzog, und eine große Erweiterung von RipTide Reef zu WaterWorks 1997, die die Größe auf 12 Acres für 7,5 Millionen US-Dollar verdoppelte, zum 25-jährigen Jubiläum. 1998 öffnete ZOOM ZONE in Animation Station mit Taxi Jam, Chopper Chase und Road Rally. Top Gun: The Jet Coaster, die größte Investition des Parks mit 10,5 Millionen US-Dollar, öffnete 1999. Die umgedrehte Achterbahn, später als Afterburn bekannt, wurde nach dem Film Top Gun benannt und war die erste Achterbahn weltweit mit einem vertikalen Drop als Teil ihrer sechs Inversionen. SCarowinds, ein Halloween-Event, wurde 2000 eingeführt, ebenso wie die Nickelodeon Flying Super Saturator, eine einzigartige Achterbahn mit einem 1.087-Fuß-suspendierten Gleis. Dies war die erste interaktive Achterbahn weltweit, bei der die Fahrgäste mit Wasserbomben auf Passanten zielen konnten. 2001 kamen Scooby-Doo’s Haunted Mansion im ehemaligen Harmony Hall, Pipeline Peak als weltweit höchste geschlossene Rutsche und das erste 3D-Erlebnis 7th Portal hinzu. Plantation Square wurde zu Paramount Plaza umgestaltet, Wayne’s World zu Thrill Zone. 2002 öffnete Carolina Boardwalk mit Ricochet, der elften Achterbahn. 2003 wurde Woodstock’s Air Rail in Nickelodeon Central eingeführt. 2004 wurde Nighthawk (damals Stealth), von California’s Great America umgesiedelt, als BORG Assimilator eröffnet und ersetzte Smurf Island. Die fliegende Achterbahn mit fünf Inversionen wurde mit einem Star-Trek-Thema versehen. 2005 wurde Nickelodeon Central erweitert.

### Cedar Fair-Ära (2006–2024)

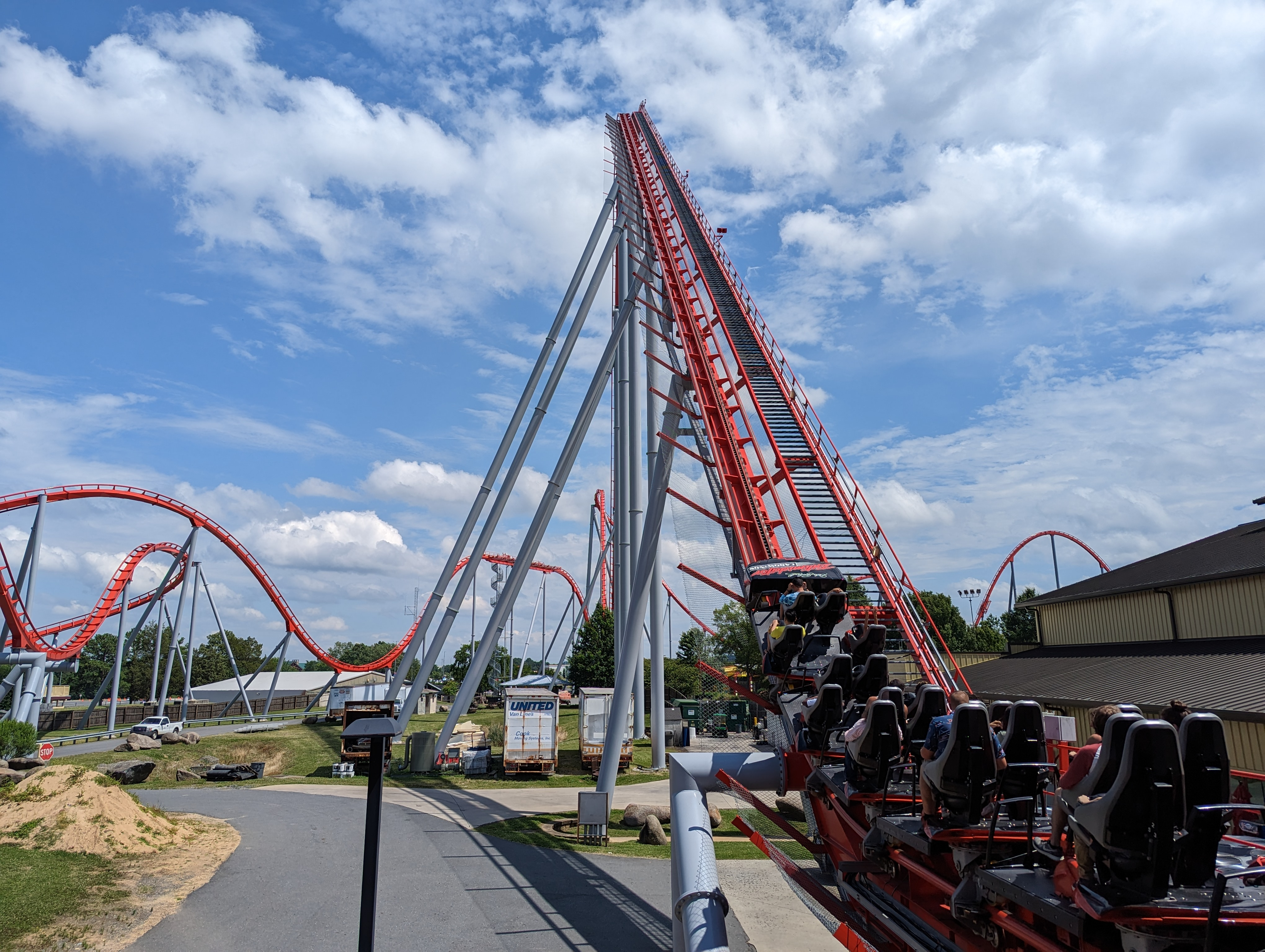
Thunder Striker wurde im Jahr 2010 im Park als Intimidator eröffnet.

Am 30. Juni 2006 erwarb Cedar Fair alle Paramount Parks, einschließlich Carowinds, von CBS Corp. für 1,2 Milliarden US-Dollar. Unter Cedar Fair kehrte der Park zu seinem ursprünglichen Namen Carowinds zurück, nachdem er während der Paramount-Ära als Paramount’s Carowinds bekannt war. Der Park benannte mehrere Attraktionen um, wie BORG Assimilator in Nighthawk, Drop Zone: Stunt Tower in Drop Tower und Top Gun: The Jet Coaster in Afterburn. 2006 wurde WaterWorks um vier Acres erweitert und in Boomerang Bay umbenannt, mit einem zweiten, größeren Wellenpool 2008. 2007 wurde ein neues Logo mit der Cedar Fair-Flagge eingeführt, Carolina Skytower in US-Farben umgestaltet, und Flying Super Saturator entfernt. 2009 kam Carolina Cobra von Geauga Lake mit neuen Zügen, Nighthawk wurde neu lackiert, und Powder Keg Log Flume wurde für zukünftige Entwicklungen abgerissen. 

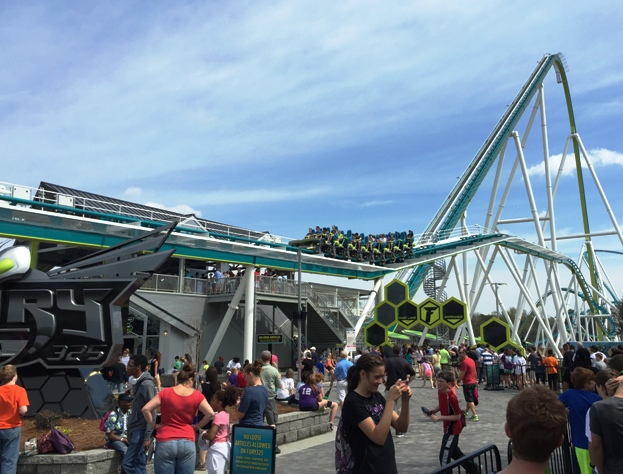
Fury 325 kam im Jahr 2015 hinzu.

Bedeutende Achterbahnen wurden hinzugefügt, darunter:
- Intimidator 2010, eine 70,71 Meter hohe Achterbahn, die eine Hommage an Dale Earnhardt war im ehemaligen Powder Keg-Bereich,
- Fury 325 2015, die zu der Zeit die fünftgrößte Achterbahn der Welt war, mit 99,06 Meter Höhe und über 1.828,8 Meter Stahlgleis. Mit einer Höchstgeschwindigkeit von 152,89 Kilometer pro Stunde war Fury 325 die höchste und schnellste Giga-Coaster der Welt zum Zeitpunkt ihrer Eröffnung und die größte Einzelinvestition in der Geschichte des Parks mit über 30 Millionen US-Dollar.

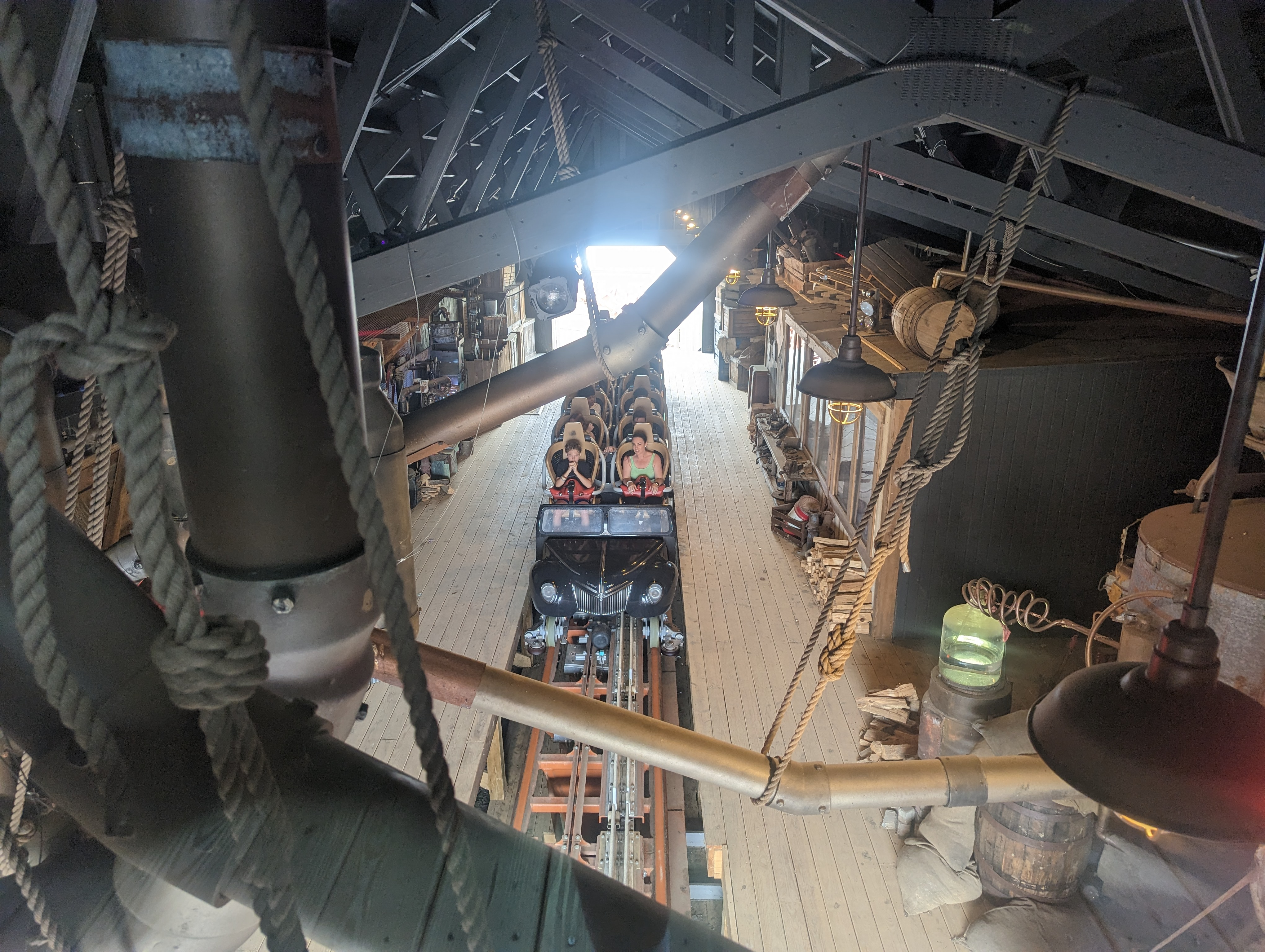
2019 eröffnete Copperhead Strike.

2010 ersetzte Planet Snoopy Nickelodeon Central. 2012 öffnete WindSeeker, ein 91,74 Meter hoher Schwenkride. 2013 wurde ein 50-Millionen-Dollar-Erweiterungsplan angekündigt, inklusive eines neuen Eingangs 2015 und Dinosaurs Alive!. 2016 wurde Thunder Road abgerissen. 2016 wurde Boomerang Bay in Carolina Harbor umgestaltet und das australische Thema entfernt. Der Park erweiterte sich weiter mit Attraktionen wie Copperhead Strike 2019, der größten Investition seit der Eröffnung, mit einem doppelten Start-Achterbahn und dem Blue Ridge Junction-Themenbereich. Copperhead Strike war die erste doppelt gestartete Achterbahn im Südosten und wurde für über 26 Millionen US-Dollar gebaut. 
2018 wurde Planet Snoopy zu Camp Snoopy erweitert. 2020 öffnete der Park nicht für normalen Betrieb aufgrund der COVID-19-Pandemie in den Vereinigten Staaten, sondern führte Taste of the Season ein, aber 2021 wurde Boogie Board Racer, die längste Mat-Rennrutsche im Südosten, in Carolina Harbor eröffnet. 2017 wurde WinterFest eingeführt, ein Weihnachts-Event mit Live-Shows und Eislaufen, das die Saison bis November und Dezember verlängerte. 2023 begann ganzjähriger Betrieb, wurde aber Ende des Jahres eingestellt, und Aeronautica Landing öffnete zum 50-jährigen Jubiläum. 2023 gab es einen Zwischenfall mit Fury 325, das am 1. Juli aufgrund eines Risses geschlossen wurde und am 10. August nach Reparaturen mit einer neuen Stahlsäule wiedereröffnet wurde. Die Cedar Fair-Ära endete mit der Ankündigung der Fusion mit Six Flags im Jahr 2023, die am 1. Juli 2024 abgeschlossen wurde.

### Six Flags-Ära (2024–heute)
Am 1. Juli 2024 fusionierte Cedar Fair mit Six Flags, und der neue Hauptsitz des fusionierten Unternehmens wurde nach Charlotte, North Carolina, verlegt. Dies schuf die Six Flags Entertainment Corporation, wobei Charlotte zuvor der Sitz von Paramount Parks war.

## Attraktionen

### Achterbahnen
| Name                    | Typ                                  | Hersteller                     | Eröffnungsjahr | Bemerkungen | Weblinks |
| ----------------------- | ------------------------------------ | ------------------------------ | -------------- | --- | -------- |
| Afterburn               | Inverted Coaster                     | Bolliger & Mabillard           | 1999           | Bis 2007 fuhr die Bahn unter dem Namen Top Gun – The Jet Coaster und war nach dem gleichnamigen Film thematisiert. |          |
| Carolina Cyclone        | Stahlachterbahn mit Inversionen      | Arrow Dynamics                 | 1980           | |          |
| Carolina Goldrusher     | Minenachterbahn                      | Arrow Dynamics                 | 1973           | |          |
| Copperhead Strike       | Launched Coaster                     | Mack Rides                     | 2019           | |          |
| Flying Cobras           | Shuttle Coaster                      | Vekoma                         | 2009           | Fuhr bis 2016 unter dem Namen Carolina Cobra. Bevor die Bahn nach Carowinds kam, wurde sie von 1996 bis 2007 in Geauga Lake & Wildwater Kingdom betrieben (bis 2003 unter dem Namen Mind Eraser und danach bis 2007 unter dem Namen Head Spin). |          |
| Fury 325                | Giga Coaster                         | Bolliger & Mabillard           | 2015           | |          |
| Hurler                  | Holzachterbahn                       | International Coasters         | 1994           | |          |
| Intimidator             | Hyper Coaster                        | Bolliger & Mabillard           | 2010           | |          |
| Kiddy Hawk              | Familienachterbahn, Inverted Coaster | Vekoma                         | 2003           | Fuhr bis 2009 unter dem Namen Rugrats Runaway Reptar und von 2010 bis 2017 unter dem Namen Flying Ace Aerial Chase. |          |
| Ricochet                | Wilde Maus                           | Mack Rides                     | 2002           | |          |
| Snoopy’s Racing Railway | Family Launch Coaster / 245m         | ART Engineering                | 2025 (im Bau)  | |          |
| Vortex                  | Stand-Up Coaster                     | Bolliger & Mabillard           | 1992           | |          |
| Wilderness Run          | Familienachterbahn                   | E&F Miler Industries           | 1998           | Fuhr bis 2004 unter dem Namen Taxi Jam, von 2005 bis 2009 unter Hey Arnold's Taxi Chase und von 2010 bis 2017 unter Lucy's Crabbie Cabbie. |          |
| Woodstock Express       | Holzachterbahn, Familienachterbahn   | Philadelphia Toboggan Coasters | 1975           | Unter dem Namen Scooby Doo eröffnet und fuhr unter dem Namen bis höchstens 1993, danach bis 2004 unter dem Namen Scooby Doo's Ghoster Coaster und von 2005 bis 2009 unter dem Namen Fairly Odd Coaster.                                         |          |

### Ehemalige Achterbahnen
| Name                   | Typ                                   | Hersteller                     | Eröffnungsjahr | Schließungsjahr | Bemerkungen | Weblinks |
| ---------------------- | ------------------------------------- | ------------------------------ | -------------- | --------------- | --- | -------- |
| Flying Super Saturator | Suspended Coaster                     | Setpoint                       | 2000           | 2008            | |          |
| Nighthawk              | Flying Coaster                        | Vekoma                         | 2004           | 2024            | Fuhr bis 2007 unter dem Namen BORG Assimilator. Ursprünglich 2000 als Stealth in California’s Great America eröffnet und fuhr dort bis 2003. |          |
| Thunder Road           | Holzachterbahn, Racing Roller Coaster | Philadelphia Toboggan Coasters | 1976           | 2015            | Die Strecke der Bahn überquerte die Grenze zwischen North Carolina und South Carolina.                                                       |          |
| White Lightnin'        | Shuttle Coaster, Launched Coaster     | Schwarzkopf                    | 1977           | 1988            | Befindet sich seit frühestens 1989 als Golden Loop in Gold Reef City.                                                                        |          |

### Weitere Attraktionen
| Name                    | Typ           | Hersteller | Eröffnung |
| ----------------------- | ------------- | ---------- | --------- |
| Carolina Skytower       | Aussichtsturm | Intamin    | 1973      |
| Drop Tower: Scream Zone | Giant Drop    | Intamin    | 1996      |
| Ripcord                 | Sky Coaster   | Funtime    |           |
| SlingShot               | Sling Shot    | Funtime    |           |

## Zwischenfälle
- Im September 2012 blieben Fahrgäste auf dem "WindSeeker", einem 91 Meter hohen Rundfahrgeschäft, für etwa zwei Stunden in der Luft hängen, nachdem ein Sicherheitsmechanismus ausgelöst wurde. Niemand wurde verletzt, aber der Vorfall führte zu einer Überprüfung der Attraktion, die auch in anderen Cedar-Fair-Parks ähnliche Probleme aufwies.[8]
- Am 30. Juni 2023 entdeckte ein Besucher einen großen Riss in einer Stützsäule der Achterbahn Fury 325, einer der höchsten und schnellsten Achterbahnen der Welt. Der Vorfall wurde gefilmt und verbreitete sich viral. Die Achterbahn wurde noch am selben Tag geschlossen, und die Schließung dauerte über einen Monat, während eine Untersuchung durchgeführt und die beschädigte Säule ersetzt wurde. Die Untersuchung ergab, dass unidirektionale Biegeermüdung die Ursache war, was zu einem Riss entlang der Schweißnaht führte. Carowinds verstärkte daraufhin seine Sicherheitsinspektionen.[9]